# Microderolus hefferni
Microderolus hefferni är en skalbaggsart som beskrevs av Karl Adlbauer 2000. Microderolus hefferni ingår i släktet Microderolus och familjen långhorningar. Inga underarter finns listade i Catalogue of Life.